# Michał Rudaś
Michał Rudaś (ur. 14 sierpnia 1981 w Warszawie) – polski piosenkarz muzyki pop, raga, etno i soul, wokalista musicalowy, założyciel i właściciel wytwórni muzycznej Atma Music. Członek Akademii Fonograficznej ZPAV.
Działalność muzyczną rozpoczął w 1998, nagrywając polskie wersje piosenek do animowanych filmów i seriali. Był chórzystą zespołu Trzecia Godzina Dnia oraz warszawskich teatrów Roma i Komedia. Występował jako solista w telewizyjnych programach rozrywkowych, takich jak Moja krew (2004), Jaka to melodia? (2004–2009), Taniec z gwiazdami (2005–2011) i Dancing with the Stars. Taniec z gwiazdami (2014–2017). Od 2009 artysta solowy, wydał dwie solowe albumy studyjne: Shuruvath (2009) i Changing (2013), a także epkę Wieloryby i syreny (2016) i płytę Mystic India (2017), nagraną z zespołem Healing Incantation.

## Życiorys

### Rodzina i edukacja
Urodził się w Warszawie. W 1986 przeprowadził się z rodziną do Piaseczna, gdzie uczęszczał do przedszkola i szkoły podstawowej. W tym czasie zaczął wykazywać zainteresowanie muzyką i występami na scenie, a pod koniec nauki w szkole podstawowej został członkiem szkolnego zespołu Remedium.
W 2004 ukończył naukę w Sekcji Wokalno-Aktorskiej Państwowej Szkoły Muzycznej II stopnia im. Fryderyka Chopina w Warszawie. Zwieńczeniem nauki był spektakl muzyczny w reżyserii Artura Barcisia, którego premiera odbyła się w stołecznym Teatrze Ateneum. Ukończył też studia pedagogiczne na Uniwersytecie Warszawskim.
Ma młodszego o 15 lat brata, Rafała.

### Kariera zawodowa
Od 1998 nagrywa partie wokalne do polskich wersji językowych piosenek wykorzystywanych w animowanych filmach i serialach. Nagrał utwory do produkcji, takich jak Kacper i Wendy (1998), Legenda Nezha (2003), Tarzan 2: Początek legendy (2005), Mój brat niedźwiedź 2 (2006), Scooby Doo: Abrakadabra-Doo (2010) czy Scooby Doo: Wielka draka wilkołaka (2012). W latach 2000–2005 był chórzystą zespołu gospel Trzecia Godzina Dnia. W 2001 zwyciężył w jednym z odcinków programu Szansa na sukces, w którym to zaśpiewał utwór Piotra Szczepanika. W 2002 zagrał w musicalu Kwiaty we włosach (reż. Andrzej Strzelecki) i zaczął współpracę z Teatrem Muzycznym „Roma”, w którym występował jako chórzysta w spektaklach: Grease, Koty i Miss Saigon. Był także chórzystą w musicalu Chicago wystawianym w Teatrze Komedia.
Latem 2004 poznał Adama Sztabę, który zaprosił go do śpiewania w zespole muzycznym grającym w programie TVN Moja krew. Również w 2004 został solistą w teleturnieju TVP1 Jaka to melodia?, w którym występował do 2009, a w latach 2005–2011 był solistą orkiestry grającej w programie rozrywkowym TVN Taniec z gwiazdami.

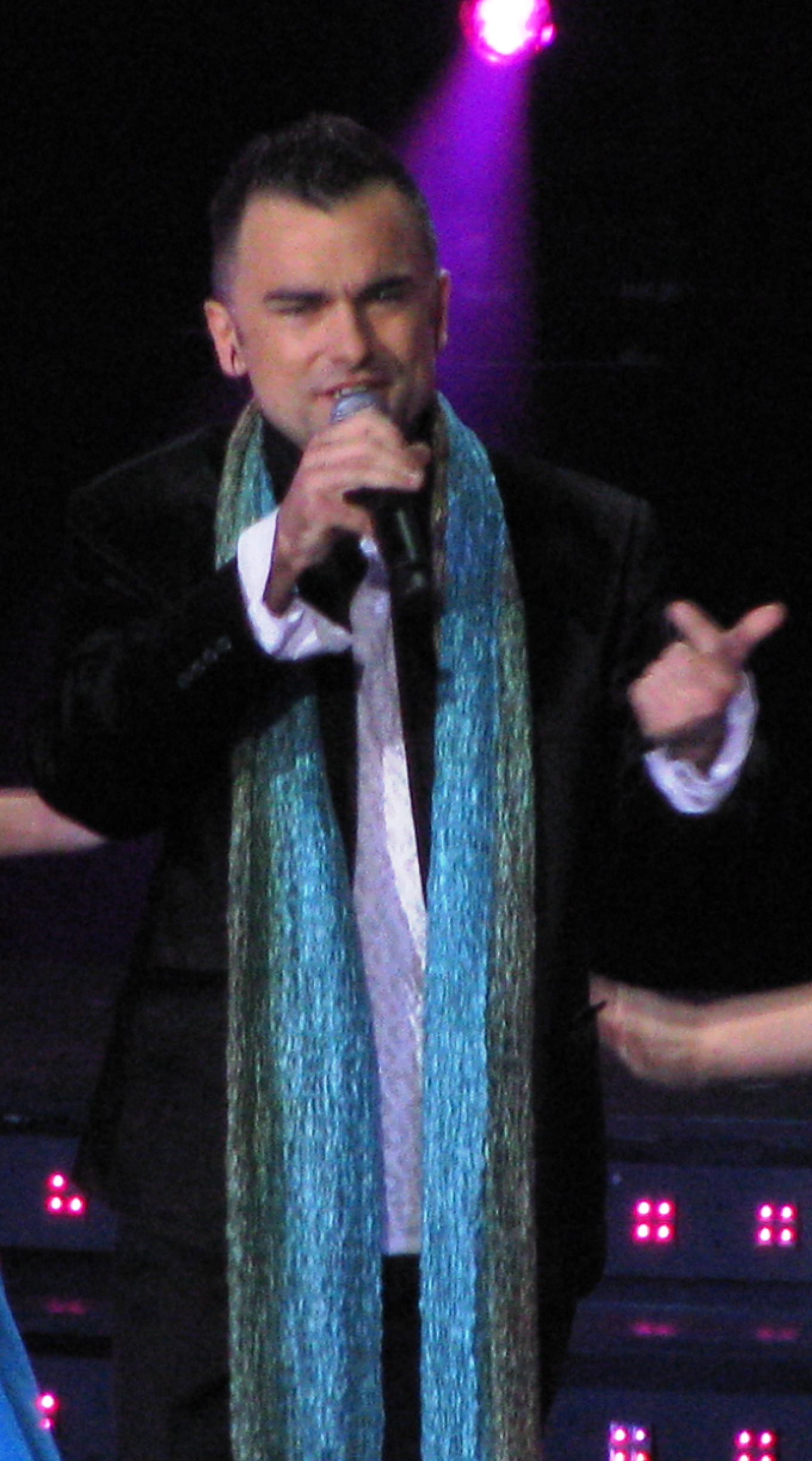
Rudaś na festiwalu TOPtrendy 2009 w Sopocie

Uczył się klasycznego śpiewu indyjskiego (raga) u Anupa Misry, wykładowcy Sanskrit University w Varanasi. Nauka i podróże do Indii stały się dla niego inspiracją do nagrania debiutanckiego albumu studyjnego pt. Shuruvath, który wydał w maju 2009. Płytę promował singlem „Wracaj już”, za który otrzymał nagrodę jurorów w koncercie Trendy na festiwalu TOPtrendy 2009 w Sopocie. W tym samym roku występował jako solista w przedstawieniu Notre-Dame, który był wystawiany m.in. w Sali Kongresowej i Hali Gdynia.
W 2013 wydał album pt. Changing oraz zaangażował się w muzyczny projekt United States of Beta. Na potrzeby projekty nagrał dwie piosenki („Calling” i „Weather the Storm”) umieszczone na albumie pt. Poles Jazz the World, który został premierowo zaprezentowany na 55. festiwalu Jazz Jamboree. W 2014 wziął udział w telewizyjnym konkursie talentów The Voice of Poland. Jak wyjaśniał w wywiadach, zgłosił się do programu, by dotrzeć ze swoją twórczością do szerszego grona odbiorców. Również w 2014 został jednym z solistów w programie rozrywkowym Polsatu Dancing with the Stars. Taniec z gwiazdami, w którym śpiewał do 2017. W maju 2015 został współtwórcą oraz jednym z dwóch wokalistów zespołu Lelek, z którym w marcu 2016 wydał album pt. Brzask Bogów, który był inspirowany kulturą prasłowiańską. W lutym 2016 wydał solową EP-kę pt. Wieloryby i syreny, którą promował singlami: „Wieloryby i syreny”, „Raj song” i „Kołysanka dla wojownika”. Latem 2016 zajął czwarte miejsce w finale szóstej edycji programu rozrywkowego Polsatu Twoja twarz brzmi znajomo.
W 2017 nawiązał współpracę z zespołem Healing Incantation (Tomasz „Ragaboy” Osiecki i Piotr Malec), z którym stworzył koncertowy program Mistyczne Indie i wydał album studyjny pt. Mystic India, na którym umieścili swoje interpretacje klasycznych pieśni indyjskich. Również w 2017 wystąpił w musicalu La vita è signo wystawianym w Teatro Greco w Rzymie. W 2018 uczestniczył w hinduskim talent show stacji Star Plus Dil hai hindustani. W lipcu 2021 wydał teledysk do premierowego utworu „Naprawdę jesteś”.

## Dyskografia
| Rok  | Informacje                                                                                           |
| ---- | --- |
| 2009 | Shuruvath - Wydany: 29 maja 2009 - Wytwórnia: MyPlace                                                |
| 2013 | Changing - Wydany: 26 lutego 2013 - Wytwórnia: Atma Music                                            |
| 2017 | Mystic India - Wydany z zespołem Healing Incantation - Wydany: listopad 2017 - Wytwórnia: Atma Music |

| Rok  | Informacje                                                         |
| ---- | ------------------------------------------------------------------ |
| 2016 | Wieloryby i syreny - Wydany: 2 lutego 2016 - Wytwórnia: Atma Music |

Single
| Rok                                                      | Tytuł                     | Pozycja na liście | Album              |
| Rok                                                      | Tytuł                     | LPMN              | Album              |
| -------------------------------------------------------- | ------------------------- | ----------------- | ------------------ |
| 2009                                                     | „Wiatr”                   | 36                | Shuruvath          |
| 2009                                                     | „Wracaj już”              | –                 | Shuruvath          |
| 2009                                                     | „Dajesz mi mnie”          | –                 | Shuruvath          |
| 2011                                                     | „I Don’t Wanna Wait”      | –                 | –                  |
| 2013                                                     | „Empty Space in My Heart” | –                 | –                  |
| 2013                                                     | „Don’t Leave Me”          | –                 | –                  |
| 2016                                                     | „Wieloryby i syreny”      | –                 | Wieloryby i syreny |
| 2016                                                     | „Raj song”                | –                 | Wieloryby i syreny |
| 2016                                                     | „Kołysanka dla wojownika” | –                 | Wieloryby i syreny |
| „–” oznacza, że singel nie był notowany na danej liście. |                           |                   |                    |

Gościnna dyskografia
- 2017: Bohdan Łazuka – Nocny Bohdan – Duety (gościnnie w utworze „Nie strzelać do listonosza”)
- 2013: United States of Beta – Poles Jazz the World (gościnnie w utworach „Weather the Storm” i „Calling”)
- 2011: Patrycja Kosiarkiewicz – Ogród niespodzianek (gościnnie w utworze „Życie jak świeczka na torcie”)
- 2011: Krzyżacy – wybrane utwory
- 2010: Tomasz Szymuś Orkiestra – wybrane utwory
- 2010: Beata Bednarz – Świątecznie (gościnnie w utworze „Życzę Ci...”)
- 2010: Bel Air – Monday Dream (gościnnie w utworze „Holi”)
- 2010: Maria Pomianowska i przyjaciele – Chopin na 5 kontynentach
- 2008: Cafe Fogg – wybrane utwory
- 2008: Masala Soundsystem – Cały ten świat
- 2006: Jaka to melodia? – wybrane utwory
- 2006: Taniec z gwiazdami – wybrane utwory
- 2002: Kwiaty we włosach – wybrane utwory